# 咀签
咀签（学名：Gouania leptostachya）为鼠李科咀签属下的一个种。

## 扩展阅读
- 維基物種上的相關：咀签